# Zimny Dwór
Zimny Dwór (dodatkowa nazwa w j. kaszub. Zëmny Dwór) – część wsi Trzebuń w Polsce, położona w województwie pomorskim, w powiecie kościerskim, w gminie Dziemiany, w kompleksie leśnym Borów Tucholskich. Wchodzi w skład sołectwa Trzebuń.
W latach 1975–1998 Zimny Dwór położony był w województwie gdańskim.